# (36222) 1999 TG246
1999 TG246 (asteroide 36222) é um asteroide da cintura principal. Possui uma excentricidade de 0.15301780 e uma inclinação de 6.79268º.
Este asteroide foi descoberto no dia 8 de outubro de 1999 por CSS em Catalina.